# ناحیه پوشپوک‌لادانی
ناحیهٔ پوشپوک‌لادانی (به مجاری: Püspökladányi járás) یک ناحیه در مجارستان است که در هایدو-بیهار واقع شده‌است. ناحیهٔ پوشپوک‌لادانی ۷۲۹٫۰۴ کیلومتر مربع مساحت و ۴۰٬۴۲۶ نفر جمعیت دارد.